# Grand Pass Township
Pour les articles homonymes, voir Grand Pass.
Grand Pass Township est un ancien township, situé dans le comté de Saline, dans le Missouri, aux États-Unis,.
Le township est fondé en 1841 et baptisé en référence aux cols montagneux présents dans ses frontières.

### Source de la traduction
- (en) Cet article est partiellement ou en totalité issu de l’article de Wikipédia en anglais intitulé « Grand Pass Township, Saline County, Missouri » (voir la liste des auteurs).